# Костёл Святых Петра и Павла (Львов)
Костёл Петра́ и Па́вла — культовое сооружение во Львове (Украина), памятник архитектуры. Расположен в исторической местности Лычаков, на ул. Лычаковской, 82а.

## История

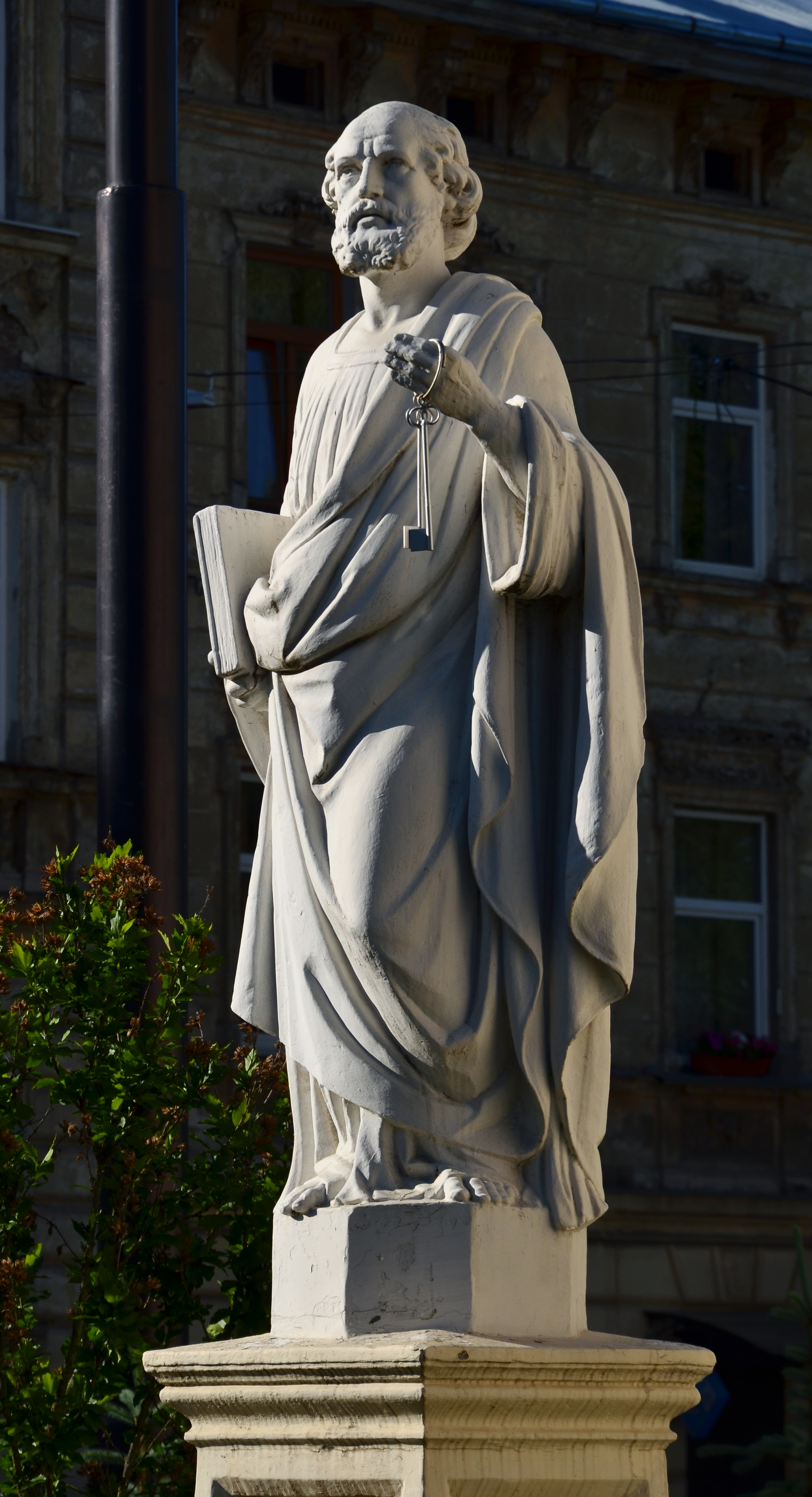
Скульптура Святого Петра возле костёла

Римско-католический костёл Святых Петра и Павла был построен на Глинянской дороге (современная улица Лычаковская) в 1668 году (по данным историка Ивана Крипьякевича — в 1660). В 1750 году его передали монашескому ордену паулинов, которые перестроили здание в барокковом стиле и устроили здесь монастырь; в 1784 (по данным И.Крипьякевича — в 1786) австрийские власти отдали здание униатам. Современное название — Храм Святых апостолов Петра и Павла.
Небольшое однонефное здание не сохранило первоначального вида, который был нивелирован перестройками XVIII века. Притвор с колокольней на нём сооружены в 1798 году по проекту К.Фессингера. В нишах притвора находились фрески Л.Долинского, затёртые позднейшими перерисовками.
19 августа 1989 года настоятель церкви Владимир Ярема (1915—2000) объявил о переходе в Украинскую автокефальную православную церковь. В 1993 году он стал патриархом УАПЦ, приняв имя Димитрия. В 2000 похоронен во дворе храма.
Неподалёку от церкви Петра и Павла, на Лычаковской, № 91 c 1990-х находится Епархиальное управление УАПЦ.